# B Киля
Статью о звезде b¹ Киля см. V376 Киля, статью о звезде b² Киля см. HD 77370.

B Киля (B Car) — звезда в созвездии Киля. Это жёлто-белая карликовая звезда спектрального класса F, имеющая видимый блеск +4.74, удалена от Земли на 69,8 световых лет. на территории России не наблюдается, видна лишь в южном полушарии, а в северном — вблизи экватора. Видна лишь в ясную ночь невооружённым глазом при хорошем зрении наблюдателя.

## Физические характеристики
HD 68456, как и Солнце, является звездой главной последовательности, имеющая спектральный класс F5V и температуру 6305 К. Звезда на 28 % более массивная, чем Солнце, а её светимость 5 раз превосходит солнечную, ясно показывая насколько небольшое увеличение массы звезды влияет на количество излучения. Эта звезда моложе, чем Солнце, по оценкам, её возраст составляет 2,43 млрд лет. Скорость вращения B Car составляет не менее 15 км/с, а её значение металличности составляет 44 % от солнечной ([Fe/H] = −0,36).
Первоначально космическая обсерватория IRAS указывала на HD 68456 в качестве возможного кандидата в пылевой диск Веги (α Лиры), однако последующие наблюдения с помощью космического телескопа Спитцер, свидетельствуют о низких значения инфракрасного излучения.